# Primo Impero francese
Il Primo Impero Francese fu instaurato in Francia da Napoleone Bonaparte per sostituire il Consolato. Ebbe inizio il 18 maggio 1804, quando un senatoconsulto proclamò Bonaparte Imperatore dei Francesi (Empereur des Français) e terminò nell'aprile 1814 con l'abdicazione di Napoleone e l'esilio sull'isola d'Elba.
Il plebiscito del 6 novembre 1804 legittimò il passaggio al Primo Impero. Napoleone Bonaparte fu consacrato imperatore a Notre-Dame il 2 dicembre 1804 con il nome di Napoleone I. Il Primo Impero fu seguito dalla Restaurazione, interrotta dai cosiddetti "Cento giorni", dal 20 marzo al 22 giugno 1815, che portarono Napoleone alla sconfitta di Waterloo ed al definitivo esilio a Sant'Elena.

## Storia

### L'ascesa di Napoleone

#### Il 18 brumaio
Ritornato precipitosamente dall'Egitto nel 1799 nella speranza di poter salvare le sue conquiste in Italia ed evitare il tracollo della Prima Repubblica, Napoleone venne messo a parte di un complotto per rovesciare il governo repubblicano del Direttorio e instaurare un potere autoritario. A capo del complotto era il membro del Direttorio Emmanuel Joseph Sieyès, che vedeva in Napoleone l'uomo amato dal popolo e capace di portare dalla sua l'esercito. Napoleone acconsentì, così come il fratello Luciano Bonaparte, che deteneva la presidenza del Consiglio dei Cinquecento, ed altri esponenti di spicco della politica del tempo. Tra il 9 ed il 10 novembre 1799 (18-19 brumaio dell'anno VII), le truppe di Napoleone dispersero i membri riottosi degli organi legislativi e sciolsero il Direttorio, imponendo la nomina di un triumvirato composto da Napoleone, Sieyès e Ducos.

#### Il Consolato
La Costituzione dell'anno VIII istituì il Consolato e permise a Napoleone di essere nominato Primo Console, ponendosi al di sopra dei due colleghi. La Costituzione dell'anno X fece del Primo Console una carica a vita. La vittoria di Marengo del 1800 contro le armate austriache consolidò il prestigio di Napoleone e gli permise di riaffermare le proprie conquiste in Italia, mentre con il Concordato con il Papa dello stesso anno egli mise fine all'ostilità tra la Francia rivoluzionaria e la Chiesa Romana. Nel 1802 la Pace di Amiens con l'Inghilterra gettò le basi per un'era di tranquillità che tuttavia non durò a lungo: temendo le ambizioni espansionistiche di Napoleone, il governo inglese riprese le ostilità nel 1803.

Particolare de l'Incoronazione di Napoleone I, opera di Jacques-Louis David.

### L'avvento dell'Impero

#### La consacrazione e l'incoronazione
Il 18 maggio 1804 il Senato francese approvò un senatoconsulto che concedeva a Napoleone il titolo di "Imperatore dei Francesi".
L'incoronazione del nuovo sovrano Napoleone I si tenne il 2 dicembre 1804 nella cattedrale di Notre Dame alla presenza del papa Pio VII. Nonostante l'officio della messa, Napoleone non comunicò di non essere praticante. Si incoronò lui stesso, come convenne col Papa, riaffermando un privilegio che in realtà risale all'età classica antica e mantenuto dai più prossimi successori di Costantino. Poi, incoronò l'imperatrice Giuseppina di Beauharnais. Questa scena è rappresentata nel quadro di Jacques-Louis David, Le Sacre de Napoléon. Il 26 maggio 1805 Napoleone venne incoronato Re d'Italia nel Duomo di Milano. Nel primo anniversario della sua incoronazione a imperatore, Napoleone batté ad Austerlitz le forze congiunte di Austria e Russia diventando di fatto padrone dell'Europa continentale.

#### L'espansione
In seguito alle vittorie nella Battaglia di Ulma e nella Battaglia di Austerlitz, Napoleone mise fine all'obsoleta istituzione del Sacro Romano Impero, imponendo all'imperatore Francesco II di abbandonare quel titolo (mantenendo però quello di Imperatore d'Austria) e istituendo la Confederazione del Reno, un'unione di Stati tedeschi (Baviera, Baden, Württemberg, Hesse-Darmstadt e Sassonia) sotto la diretta influenza di Napoleone in qualità di "protettore". In Italia, dove istituì il Regno d'Italia, Napoleone si appropriò anche di Venezia. Affidò quindi al fratello Luigi Bonaparte il Regno d'Olanda, fece del fratello maggiore Giuseppe Bonaparte il re di Napoli, e nel 1808 il re di Spagna, di Girolamo Bonaparte, cognato del re del Württemberg, il re di Vestfalia, del figliastro Eugenio di Beauharnais il cognato del re di Baviera e, poco dopo, viceré d'Italia. Successivamente, nella battaglia di Jena Napoleone liquidò la Prussia di Federico Guglielmo III e a Friedland anche lo zar Alessandro I rimase sconfitto.

### L'apogeo dell'Impero

#### La conquista dell'Europa

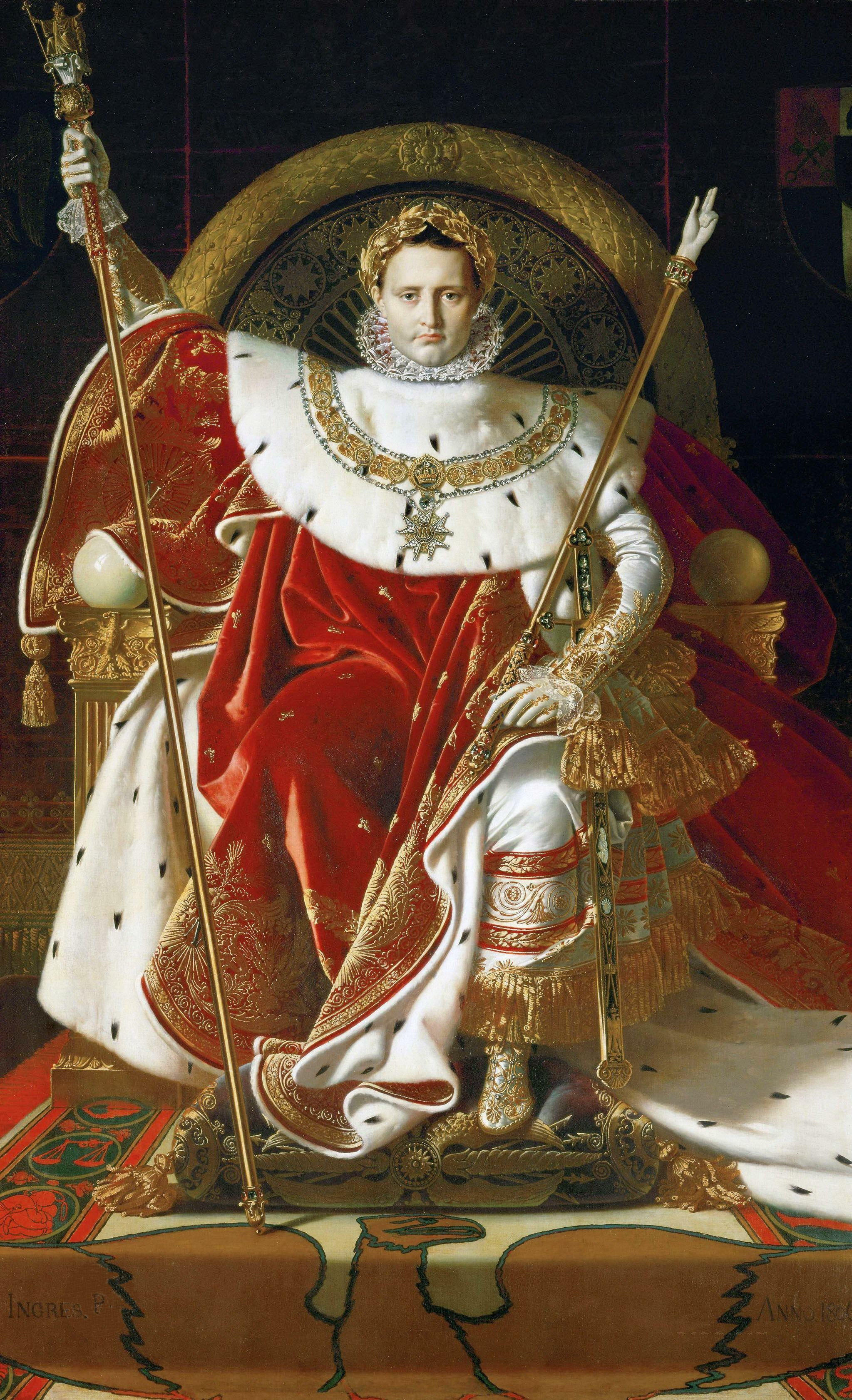
Napoleone Imperatore.

Con il Trattato di Tilsit del 1807, Napoleone e lo zar Alessandro I di Russia giunsero a una pace e a un'informale spartizione dell'Europa: la parte occidentale e centrale nell'orbita francese, quella orientale nell'orbita russa. Restava ancora una spina nel fianco del poderoso Impero napoleonico, l'Inghilterra. Falliti i tentativi di invasione del suolo britannico in seguito alla sconfitta francese nella battaglia di Trafalgar, l'imperatore decretò un blocco economico e commerciale che impose a tutti i porti d'Europa, sia a quelli alleati che a quelli fino ad allora rimasti neutrali, per impedire ogni scambio con Londra e le sue colonie. Al contempo Napoleone, sempre meno favorevole al potere temporale del papa, avviò una nuova invasione dell'Italia che portò alla conquista delle Marche e della Toscana (annesse direttamente all'Impero) e alla cattura di Pio VII: in questo modo i domini francesi del Regno d'Italia si congiungevano senza soluzione di continuità con quelli dell'Italia centrale e del Regno di Napoli. La penisola italiana passò sotto il completo controllo napoleonico.
Nello stesso periodo, approfittando del consenso spagnolo al passaggio delle truppe francesi verso il Portogallo che ancora commerciava con l'Inghilterra, Napoleone penetrò nella penisola iberica. Sfruttando le ostilità dinastiche tra il sovrano Carlo IV e il figlio, Napoleone li costrinse all'abdicazione e pose sul trono di Madrid il fratello Giuseppe, trasferendo a Napoli il fido maresciallo e cognato Gioacchino Murat. L'esplodere di una violentissima guerriglia, tale da mettere in ginocchio l'esercito francese, e le vittorie del generale inglese Wellington in Portogallo, costrinsero tuttavia Napoleone a porsi personalmente al comando della Grande Armée in Spagna per riuscire a riconquistare Madrid abbandonata dal fratello. Tutto ciò finì per favorire le aspirazioni degli austriaci ad approfittare della debolezza dell'Impero per scendere nuovamente in guerra, ma la campagna del 1809 si risolse in maniera disastrosa per gli Asburgo, le cui truppe nonostante siano riuscite a sconfiggere napoleone ad Aspern-Essling furono sconfitte a Wagram. La deportazione del Papa, infine, consentì a Napoleone di annettere i territori dello Stato Pontificio e di istituire il titolo di "Re di Roma" per il proprio erede.
Proprio riguardo al problema dell'eredità imperiale, Napoleone si convinse della sopravvenuta sterilità della moglie Giuseppina: dopo quasi quindici anni, l'imperatrice non gli aveva infatti procurato il figlio a lungo atteso. Perciò, dopo aver saggiato la strada di un matrimonio con un'appartenente alla famiglia dello zar, Napoleone si accordò con Metternich per contrarre matrimonio con la figlia dell'Imperatore d'Austria, la giovane Maria Luisa d'Asburgo-Lorena. Dopo aver divorziato da Giuseppina, Napoleone ottenne così la nascita del suo erede, Napoleone Francesco, nel 1811. Da quel momento, la stabilità dell'Impero era assicurata.

#### La struttura politica, amministrativa ed economica

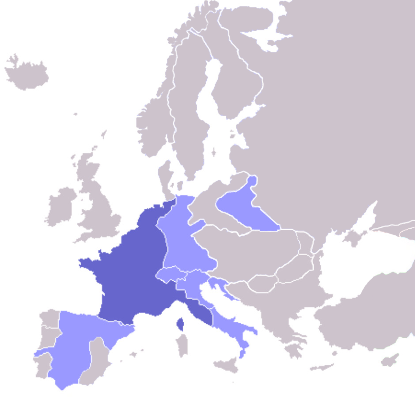
L'Europa di Napoleone nel 1811. La Francia metropolitana è colorata di blu, mentre in azzurro è l'estensione dell'Impero prima dell'invasione della Russia.

Secondo lo storico Georges Lefebvre, nel 1812 - all'apogeo della sua potenza - il Primo Impero francese vantava un'estensione di circa 750.000 chilometri quadrati, popolati da 44 milioni di abitanti e divisi in 130 dipartimenti. Di questi, 102 appartenevano alla Francia storica; gli altri territori annessi all'Impero (e del quale erano parte integrante) sono i Paesi Bassi, i Paesi tedeschi sul Mare del Nord, la Catalogna, il Piemonte, la Liguria, Parma, la Toscana, la parte occidentale dello Stato pontificio e, non incluse nominalmente nei 130 dipartimenti, le Province Illiriche. A ciò si aggiungeva il cosiddetto Grande Impero costituito dagli Stati satelliti come il Regno di Napoli, quello di Spagna, la Confederazione del Reno. L'amministrazione dell'Impero era apparentemente complessa: solo i dipartimenti propriamente francesi erano governati dal sistema politico di Parigi, mentre gli altri erano controllati da governatori e inviati imperiali. In realtà a capo di tutto c'era solo Napoleone.
A lui spettava il potere esecutivo, ma deteneva anche quello legislativo: aveva infatti l'esclusivo potere di proporre le leggi insieme al Consiglio di Stato (un consesso di funzionari amministrativi) da lui nominato e presieduto. Tali leggi venivano poi presentate al Tribunato, un organo di cento membri che poteva solo approvarle o respingerle e di qui al Corpo legislativo, formato da trecento deputati teoricamente eletti sulla base di liste circoscrizionali (che però non furono mai compilate). Al Corpo legislativo si affiancava infine il Senato, che era però una diretta emanazione di Napoleone, essendone i membri da lui direttamente nominati.
Infine, Napoleone controllava anche la magistratura, avendo il potere di nomina dei giudici. Questo sistema, che s'impose con la Costituzione dell'anno VIII voluta principalmente da Sieyès, non durò a lungo: già nel 1802 il Tribunato fu ridotto a cinquanta membri e perse, insieme al Corpo legislativo, la prerogativa di ratificare i trattati di politica estera. Nel 1807, infine, l'organo venne soppresso e si fuse con il Corpo legislativo. Quest'ultimo non mise mai in discussione le leggi di Napoleone, di fatto approvandole sempre tutte (benché a porte chiuse) e quando, nel 1813, approfittò della debolezza dell'imperatore per riacquistare autonomia, Napoleone lo sciolse. In definitiva, l'imperatore governava attraverso senatoconsulti e decreti imperiali.
A livello amministrativo, l'accentramento fu più rigido anche rispetto a quello rivoluzionario ma perfezionato attraverso un sistema di frazionamento della Francia in province amministrate dai prefetti. Tali funzionari, nominati dal governo centrale, non godevano di ampi margini di autonomia, dovendo mantenersi continuamente in corrispondenza con i ministri. Tuttavia, a causa dei canali di comunicazione difficoltosi, i prefetti potevano spesso svincolarsi dalle direttive ministeriali. A tale proposito, Napoleone riprese l'abitudine tipica del governo del Comitato di salute pubblica di inviare dei commissari straordinari nelle province per ottenere informazioni di prima mano. Riguardo al controllo poliziesco, il sistema napoleonico era reso efficientissimo dall'azione instancabile dei ministri della polizia Fouché prima e Lavalette poi. Nel 1810 vennero reintrodotte le prigioni di Stato, che tuttavia si limitavano a ospitare un numero molto ristretto di dissidenti, insieme ai manicomi.
Nel 1814, all'apice del controllo poliziesco causato dall'imminente caduta dell'Impero, i prigionieri di Stato erano circa 2500. Il sistema giudiziario formalmente manteneva un'assoluta imparzialità, anche attraverso le giurie popolari, garantendo teoricamente il massimo rispetto del principio ultimo del Primo Impero: egalité, uguaglianza di tutti davanti alla legge.
Sul piano economico-fiscale, il Primo Impero diventò ben presto un modello esemplare per tutti gli altri paesi e il suo sistema era destinato a reggere alla caduta di Napoleone. L'imperatore era per natura un uomo oculato, continuamente preoccupato di ridurre le spese per evitare deficit di bilancio. Ciononostante, per un solo anno, il 1802, il bilancio fu in pareggio, successivamente i disavanzi si mantennero però sempre molto lievi. Le entrate erano infatti garantite da un solido sistema di esazione e la stabilità della nuova moneta, il franco (che sostituiva gli ormai inutili assegnati), era garantita dall'istituzione, con capitali privati, della Banca di Francia.
La ripresa dei consumi, le conquiste di guerra, l'apertura di grandi arterie commerciali rinforzarono l'economia imperiale. Restavano tuttavia diverse particolarità, principalmente nell'arretratezza tecnologica in campo agricolo e nel particolare sistema finanziario (Napoleone non aveva alcuna simpatia per le borse e le speculazioni finanziarie, e le contrastò in tutti i modi). In seguito alla sconfitta di Trafalgar e al blocco continentale, l'economia francese venne poi ulteriormente colpita dalla crisi del commercio marittimo e di diversi settori chiave della produzione: quello tessile e quello siderurgico.

## Ripartizione amministrativa

La suddivisione dell'Impero in dipartimenti

Il territorio fu suddiviso fino ad un massimo di 159 dipartimenti, prefetture e sottoprefetture:
- Ain (Bourg)
- Aisne (Laon)
- Allier (Moulins)
- Basse Alpi (Digne)
- Alpi Marittime (Nizza)
- Alta Garonna (Tolosa)
- Alta Loira (Le Puy)
- Alta Marna (Chaumont)
- Alta Saona (Vesoul)
- Alta Vienne (Limoges)
- Alte Alpi (Gap)
- Alti Pirenei (Tarbes)
- Alto Reno (Colmar)
- Appennini (Chiavari)
- Ardèche (Privas)
- Ardenne (Mézières)
- Ariège (Foix)
- Arno (Firenze)
- Aube (Troyes)
- Aude (Carcassonne)
- Aveyron (Rodez)
- Bassi Pirenei (Pau)
- Basso Reno (Strasburgo)
- Bocche della Mosa (Rotterdam) dal 1810
- Bocche della Schelda (Middelburg) dal 1810
- Bocche dell'Ebro (Lerida) dal 1812
- Bocche dell'Elba (Amburgo) dal 1811
- Bocche dell'IJssel (Zwolle) dal 1810
- Bocche del Reno ('s Hertogenbosch) dal 1810
- Bocche del Rodano (Marsiglia)
- Bocche del Weser (Brema) dal 1811
- Calvados (Caen)
- Cantal (Aurillac)
- Charente (Angoulême)
- Charente Inferiore (La Rochelle)
- Cher (Bourges)
- Corrèze (Tulle)
- Deux Nèthes (Anversa)
- Deux Sèvres (Niort)
- Costa d'Oro (Digione)
- Coste del Nord (Saint-Brieuc)
- Creuse (Guéret)
- Dordogna (Périgueux)
- Dora (Ivrea)
- Doubs (Besançon)
- Drôme (Valence)
- Dyle (Bruxelles)
- Ems Occidentale (Groninga) dal 1811
- Ems Orientale (Aurich) dal 1811
- Ems Superiore (Osnabrück) dal 1811
- Eure (Évreux)
- Eure e Loira (Chartres)
- Finistère (Quimper)
- Forêts (Lussemburgo)
- Frisia (Leeuwarden) dal 1811
- Gard (Nîmes)
- Genova (Genova)
- Gers (Auch)
- Gironda (Bordeaux)
- Giura (Lons-le-Saunier)
- Golo (Bastia) fino al 1811, poi Dipartimento della Corsica
- Hérault (Montpellier)
- IJssel Superiore (Arnhem) dal 1810
- Ille e Vilaine (Rennes)
- Indre (Châteauroux)
- Indre e Loira (Tours)
- Isère (Grenoble)
- Jemmapes (Mons)
- Landes (Mont-de-Marsan)
- Lemano (Ginevra)
- Liamone (Ajaccio) fino al 1811, poi Dipartimento della Corsica
- Lippe (Münster) dal 1811
- Loira (Montbrison)
- Loira e Cher (Blois)
- Loira Inferiore (Nantes)
- Loiret (Orléans)
- Lot (Cahors)
- Lot e Garonna (Agen)
- Lozère (Mende)
- Lys (Bruges)
- Maine e Loira (Angers)
- Manica (Saint-Lô)
- Marengo (Alessandria)
- Marna (Châlons-sur-Marne)
- Mayenne (Laval)
- Mediterraneo (Livorno)
- Meurthe (Nancy)
- Monte Bianco (Chambéry)
- Montenotte (Savona)
- Montserrat (Barcellona) dal 1812
- Mont Tonnerre (Magonza)
- Morbihan (Vannes)
- Mosa (Bar-sur-Ornain)
- Mosa Inferiore (Maastricht)
- Mosella (Metz)
- Nièvre (Nevers)
- Nord (Lilla)
- Oise (Beauvais)
- Ombrone (Siena)
- Orne (Alençon)
- Ourte (Liegi)
- Passo di Calais (Arras)
- Pirenei Orientali (Perpignano)
- Po (Torino)
- Puy de Dôme (Clermont-Ferrand)
- Reno e Mosella (Coblenza)
- Rodano (Lione)
- Roer (Aquisgrana)
- Roma (Roma)
- Sambre e Mosa (Namur)
- Saona e Loira (Mâcon)
- Sarre (Treviri)
- Sarthe (Le Mans)
- Schelda (Gand)
- Segre (Puigcerdà) dal 1812
- Sempione (Sion)
- Senna (Parigi)
- Senna e Marna (Melun)
- Senna e Oise (Versailles)
- Senna Inferiore (Rouen)
- Sesia (Vercelli)
- Somme (Amiens)
- Stura (Cuneo)
- Tarn (Albi)
- Tarn e Garonna (Montauban)
- Taro (Parma)
- Ter (Girona) dal 1812 al 1813
- Trasimeno (Spoleto)
- Vandea (Napoléon)
- Varo (Draguignan)
- Vaucluse (Avignone)
- Vienne (Poitiers)
- Vosgi (Épinal)
- Yonne (Auxerre)
- Zuiderzee (Amsterdam) dopo il 1810

Ne fecero parte anche le Province Illiriche con 11 intendenze.
Vi furono inoltre le colonie francesi:
- San Domingo (Haiti), suddivisa nei dipartimenti
  - Nord
  - Sud
  - Ovest
  - Samana
  - Inganne
- Guadalupa
- Martinica
- Guyana e Caienna
- Santa Lucia
- Île Bonaparte (La Réunion)
- Île de France (Mauritius)
- Indie orientali

### Opera istituzionale
- Nel 1801 venne ratificato il Concordato tra Napoleone Bonaparte e il papa Pio VII.
- Il 21 marzo 1804 fu promulgato il Codice Civile.
- Nel 1806 si costituì il consiglio dei "prud'hommes".
- Nel 1808 Napoleone creò l'Università come istituzione di Stato.

#### Diritto
- Codice Napoleonico (Codice Civile Francese), 1804.
- Codice di procedura civile, 1806.
- Codice di commercio, 1807.
- Codice di istruzione criminale, 1808.
- Codice penale, 1810.
- Codice rurale, mai promulgato. Napoleone all'inizio dell'Ottocento aveva commissionato l'esame del progetto di riforma del Codice rurale francese all'Accademia dei Georgofili[8]

#### Grandi opere
- Lavori stradali: strade dei passi del Moncenisio, del Sempione, del Monginevro; si continua la costruzione delle strade già cominciate nel XVIII secolo;
- Lavori portuali: Anversa, Dunkerque
- Urbanistica: si costruiscono dei Mattatoi tra i quali quello della "Villette", cimiteri, l'obitorio di Parigi, il ponte delle Arti, di Jena, di Austerlitz, la Borsa, il Quai d'Orsay a Parigi e Place Bellecour a Lione.

## La caduta dell'Impero

### Intrighi, complotti e tradimenti
Pur avendo consegnato i troni degli Stati satelliti a membri della propria famiglia, Napoleone si trovò ben presto al centro di una serie di intrighi per indebolirne il potere. Già durante la campagna di Spagna vennero diffuse voci sulla sua morte sul campo, cosa che convinse l'imperatore dell'improrogabilità della questione dell'erede. Ma anche dopo la nascita del futuro Napoleone II, la situazione rimase difficoltosa. Il fratello Luigi Bonaparte, messo sul trono d'Olanda, venne deposto nel 1810 per la sua eccessiva indipendenza, così che i Paesi Bassi furono annessi ai territori imperiali. Anche Girolamo, sul trono di Vestfalia, si barcamenava tra dissesti finanziari e problemi amministrativi. L'ambiziosa Carolina tramava per riuscire ad elevarsi dal rango di regina di Napoli a futura imperatrice, complottando contro il fratello ma anche contro il marito Murat. Divenuto re di Svezia nel 1811 in seguito alla vacanza del trono, il maresciallo Jean-Baptiste Jules Bernadotte non perse tempo a tradire il suo vecchio padrone, alleandosi con le forze antifrancesi. Infine, il ministro degli esteri Talleyrand fu licenziato nel 1809 in seguito alla scoperta del complotto antinapoleonico e alla sua intelligenza con i cospiratori, mentre nel 1810 venne destituito anche l'intrigante ministro della polizia Joseph Fouché che era entrato in contatto con gli inglesi. Tuttavia, tutte queste trame ormai in moto presto distrussero le forze di Napoleone. Durante la campagna di Russia del 1812, a Parigi il generale Malet insieme ad altri esponenti politici e militari tentò un colpo di Stato per impossessarsi del potere, sventato con facilità.

### Dalla campagna di Russia a Waterloo
La solida struttura amministrativa ed economica del Primo Impero era tale da poter resistere per lunghissimo tempo. Napoleone aveva costruito il suo impero con la forza delle armi, ed era chiaro che lo avrebbe perso nello stesso modo: più di vent'anni di guerre ininterrotte avevano ormai fiaccato lo spirito delle forze francesi e, sebbene il numero dei morti fu sicuramente elevato, il calo demografico non fu significativo: tra il 1750 e il 1815, la popolazione raddoppiò e poté sopportare, nello stesso periodo di tempo, un quadruplicamento della popolazione inglese, perché allo scoppio delle guerre la Francia possedeva un'enorme riserva di giovani, superiore a quella degli altri paesi europei.
Le cause della caduta vanno tutte rintracciate nello sproporzionato aumento dei confini dell'Impero, troppo vasto per poter essere controllato efficacemente e ancora molto lontano dall'essere omogeneizzato. Il passo falso, tuttavia, avvenne nel 1812: l'amicizia tra Napoleone e lo zar Alessandro era ormai incrinata a causa di reciproche incomprensioni, della volontà dello zar di non rispettare il blocco continentale, del problema della Polonia. Così, sfruttando un semplice pretesto, Napoleone decise l'invasione della Russia con la Grande Armée e con rinforzi da tutta Europa per un totale di circa 690.000 uomini. La sconfitta della Russia sarebbe stato il passo finale per Napoleone, l'eliminazione dell'ultimo avversario rimasto ancora indipendente nell'Europa continentale. Ma la vittoria a Borodino e la rapida conquista di Mosca non impedirono al generale russo Kutuzov di applicare una spietata tattica di terra bruciata che finì per tagliare ogni possibile rifornimento alle armate napoleoniche. L'imperatore fu così costretto a ordinare la ritirata: le incursioni russe, il rigidissimo inverno e la mancanza di viveri avrebbero massacrato l'esercito, la cui ultima resistenza fu spezzata nell'eccidio della Beresina. Poco più di 10.000 uomini tornarono sani e salvi in patria.
L'ecatombe non fiaccò la capacità di Napoleone di disporre, l'anno successivo, di un nuovo esercito di 400.000 uomini. Ma si trattava di giovani inesperti, e intanto la sconfitta russa, unita alle notizie di una imminente capitolazione in Spagna rinfocolava la volontà delle potenze europee, riunitesi nella Sesta Coalizione, di annientare una volta e per sempre l'Impero francese. Napoleone riuscì a battere il nemico a Lützen e a Bautzen ma rimase infine sconfitto a Lipsia. Così, negli ultimi giorni del 1813, le truppe della Sesta coalizione invasero la Francia. Solo l'accanita resistenza della Vecchia Guardia, comandata personalmente da Napoleone, rallentò l'avanzata inesorabile degli alleati verso Parigi, che infine cedette il 30 marzo 1814.
Pochi giorni dopo, Napoleone a Fontainebleau firmava l'abdicazione. Respinte le sue condizioni di mantenere il trono ritornando ai confini rivoluzionari e la successiva condizione di concedere la reggenza a Maria Luisa in attesa della maggiore età del figlio, i vincitori restaurarono i Borbone nella figura di Luigi XVIII ed esiliarono Napoleone all'Isola d'Elba. La fuga dell'imperatore dall'isola, l'anno successivo, fu l'ultimo estremo tentativo di riconquistare la Francia perduta: i leggendari Cento Giorni, iniziati il 20 marzo 1815 con il rientro a Parigi senza sparare un solo colpo, si conclusero con la sconfitta di Waterloo e la restaurazione di Luigi XVIII l'8 luglio 1815. Esiliato a Sant'Elena, egli vi morì il 5 maggio 1821: il Primo Impero, che si reggeva tutto sulle sue spalle, svanì senza colpo ferire con la caduta di Napoleone.

## Cronologia essenziale del Primo Impero
- 18 maggio 1804: proclamazione di Napoleone Bonaparte imperatore dei francesi
- 15 luglio 1804: prima cerimonia di consegna della Legione d'onore
- 2 dicembre 1804: consacrazione di Napoleone da papa Pio VII
- 26 maggio 1805 : incoronazione di Napoleone re d'Italia a Milano
- 2 dicembre 1805: battaglia di Austerlitz
- 14 ottobre 1806: battaglie di Jena e di Auerstädt
- 21 novembre 1806: instaurazione del blocco continentale
- 7 luglio 1807: trattato di Tilsit con la Russia
- 1808: guerra di Spagna
- 2 aprile 1810: matrimonio di Napoleone con Maria Luisa d'Asburgo-Lorena
- 20 marzo 1811: nascita di Napoleone Francesco, re di Roma, erede al trono.
- Dal 24 giugno al 30 dicembre 1812: Campagna di Russia
- Da gennaio a marzo 1814: Campagna di Francia: Austriaci, Prussiani e Russi occupano il paese.
- 6 aprile 1814: prima abdicazione di Napoleone.
- 30 maggio 1814: primo trattato di Parigi
- dal 20 marzo al 22 giugno 1815: i Cento Giorni
- 20 novembre 1815: secondo trattato di Parigi

## Eredità
Il primo impero francese, che si era legittimato in patria per le vittorie militari e l'imperialismo, benché sciolto in tutte le sue istituzioni lasciò profonde eredità:
- innanzitutto fu il tramite degli ideali rivoluzionari nella Francia della Restaurazione, dove non era più possibile tornare indietro di 25 anni senza colpo ferire: prima fra tutti, l'uguaglianza davanti alla legge era ormai sancita, almeno nella forma, e tale rimase anche dopo, nonostante privilegi di facciata alla nobiltà;
- in secondo luogo fu proprio l'impero a portare l'applicazione di tali ideali nel resto d'Europa, dove attecchirono: per esempio, in Italia la feudalità fu abolita durante l'impero quasi dappertutto, dal Piemonte alle Due Sicilie, e non fu ripristinata alla Restaurazione;
- la nobiltà creata dall'impero fu riconosciuta accanto a quella "restaurata" (benché come detto senza feudi);
- dal punto di vista amministrativo, l'organizzazione in dipartimenti in Francia è rimasta pressoché immutata fino ai giorni nostri (compresi i nomi, derivati da caratteristiche geografiche come fiumi o monti come rigetto a nomi storici che evocavano il passato regime), col medesimo potere centralizzatore del governo attraverso le prefetture, anche se mitigata, dagli anni novanta del XX secolo, da una progressiva regionalizzazione;
- il processo di codificazione giuridica è stato un portato fondamentale: sotto l'impero la miriade di norme accavallate durante secoli e secoli, con problemi d'interpretazione e di rapporti fra loro, erano state rese organiche in un unico testo per materia: il codice civile, il codice del commercio, eccetera: questi codici (il codice civile fu sempre detto "code Napoléon", "codice Napoleone") per l'efficienza e la razionalizzazione che avevano portato, rimasero non solo in Francia ma in quasi tutti i paesi dell'Impero, anche sotto i governi restaurati[9][10][11][12][13][14];
- lo sconvolgimento politico portato dall'Impero in Europa comportò una forte razionalizzazione anche successiva: non tutti gli Stati furono "restaurati", i tantissimi staterelli esistenti soprattutto in Germania - ma anche in Italia, per esempio lo Stato dei Presidi - furono in molti casi accorpati ai vicini più potenti: il fenomeno è detto mediatizzazione, ossia entità che erano poste «immediatamente» sotto il potere nominale dell'imperatore (e quindi sovrane) furono poste alle dipendenze di un altro sovrano, a sua volta sotto il potere nominale dell'imperatore; in caso di Stato territoriale, le case ex sovrane ottennero il riconoscimento del rango, tale che un matrimonio con loro esponenti da parte di esponenti di case effettivamente sovrane è riconosciuto un matrimonio fra pari;
- diverse altre istituzioni, derivanti soprattutto dallo sviluppo delle scienze conseguente all'illuminismo, sono rimaste anche dopo la dissoluzione, per ragioni di razionalità: esempio macroscopico i cimiteri, solitamente fuori dai centri abitati (dell'epoca), che accolgono i cadaveri invece delle chiese o dei loro sagrati per ragioni di igiene[15];
- il servizio militare di leva, che nasce dalla concezione rivoluzionaria della difesa della patria affidata a tutti i cittadini, si rivelò fondamentale nelle guerre rivoluzionarie e napoleoniche e fu mantenuto in diversi territori dove era stato istituito al tempo dell'impero, come negli Stati sardi di terraferma;
- anche il sistema fiscale, col maggior ricorso alle imposte dirette, si dimostrò conveniente e fu mantenuto, con eventuali adattamenti.